# Березники (Купянский район)
Березники́ (укр. Березники) — село в Ольховатской сельской общине Купянского района Харьковской области Украины.
Код КОАТУУ — 6321484505. Население по переписи 2001 г. составляет 66 (30/36 м/ж) человек.

## Географическое положение
Село Березники находится в начале балки Судариков Яр, на расстоянии в 1 км от сёл Рубленое и Озерное, в 2-х км от границы с Россией.

## История
- 1746 — дата основания.
- До 17 июля 2020 года село входило в Рубленский сельский совет, Великобурлукский район, Харьковская область.

## Экономика
- В селе при СССР были свино-товарная и птице-товарная фермы.